# سید حسین انوری
سید حسین انوری (متولد ۱۳۳۵ در ولسوالی شیخ‌علی، ولایت پروان - درگذشته ۱۵ تیر ۱۳۹۵) سیاست‌مدار اهل افغانستان بود. وی در دوران جنگ شوروی در افغانستان از فرماندهان مجاهدین افغانستان بود و رهبری شاخه نظامی حزب حرکت اسلامی افغانستان را بر عهده داشت.

## زندگی‌نامه
انوری بعد از پیروزی مجاهدین در سال ۱۳۷۱ به عنوان عضو کمیسیون دفاع و امنیت کابل و وزیر کار و امور اجتماعی در دولت اسلامی افغانستان منصوب شد. وی پس از روی کار آمدن طالبان به ائتلاف شمال پیوسته و در همین دوران به عنوان رهبر حزب حرکت اسلامی انتخاب شده و برهان‌الدین ربانی رئیس‌جمهور دولت اسلامی افغانستان رتبه استر جنرال را به وی اعطا کرد. اختلافاتی که انوری در این دوران با آصف محسنی رهبر حزب حرکت در مورد مبارزه با طالبان داشت باعث شد تا در سال ۱۳۸۲ پس از پیروزی ائتلاف شمال و سقوط کابل حزب جدیدی به نام حرکت اسلامی مردم افغانستان را تشکیل دهد.
انوری بعد از فروپاشی نظام طالبان به عنوان وزیر زراعت و مالداری در دولت انتقالی حامد کرزی انتخاب گردید. سپس مدتی به عنوان والی ولایت کابل منصوب شده و از سال ۱۳۸۴ تا ۸۷ به عنوان والی هرات انتخاب شد و در دو انتخابات سال‌های ۱۳۸۴ و ۱۳۸۹ ولسی جرگه (مجلس سنای افغانستان) به عنوان نماینده ولایت کابل انتخاب شد.
سید حسین انوری قرار بود به عنوان معاون دوم عبدالرحیم وردک در انتخابات ریاست‌جمهوری ۱۳۹۳ افغانستان شرکت کند و برای این منظور از نمایندگی مجلس استعفا داد. اما وردک پیش از آغاز رقابت انصراف داد، بدون اینکه دلیل کناره‌گیریش را اعلام کند.

## زندگی شخصی
سید حسین در سال ۱۳۳۵ در خانواده‌ای مذهبی در ولسوالی شیخ علی، ولایت پروان واقع در غرب کابل به دنیا آمد. پدرش "سید انور شاه" نام داشت. تحصیلات ابتدایی خود را در مکتب شیخ‌علی و تحصیلات ثانویه را در لیسه عالی ابن سینا در کابل گذراند. سپس وارد آکادمی تربیت معلم کابل گردیده و مدرک شانزده پاس (لیسانس) خود را اخذ نمود. وی در سال ۱۳۵۶ مدتی را در ادارات دولتی در ولایت هلمند گذراند اما بعد از کودتای هفت ثور ۱۳۵۷ و به قدرت رسیدن حزب دمکراتیک خلق افغانستان به صف مجاهدین افغان پیوست. انوری دو همسر، شش دختر و پنج پسر دارد.
سید حسین انوری روز سه شنبه ۱۵ تیر ۱۳۹۵ در هندوستان به خاطر ابتلا به سرطان درگذشت. در ۱۹ تیرماه محمدآصف محسنی بر او نماز میت خواند و پس از مراسم خاکسپاری در کابل به خاک سپرده شد.